# Haut-Maine

Le Maine, partagé en Bas-Maine à l'ouest, et Haut-Maine à l'est.

Le Haut-Maine est la partie orientale de l'ancienne province du Maine. La région est communément assimilée au département de la Sarthe bien que le Haut-Maine tel qu'il était défini sous l'Ancien régime n'avait pas les mêmes contours.

## Géographie
Les limites du Haut-Maine ont toujours été relativement floues, étant donné qu'il n'a jamais constitué une entité politique ou administrative propre. Dès le Moyen Âge, les entités voisines de Normandie et de l'Anjou sont particulièrement puissantes et les seigneurs frontaliers n'hésitent pas à conclure des alliances avec elles. Ainsi, le Saosnois et Perseigne sont convoités par le seigneur de Bellême tandis qu'au sud Sablé-sur-Sarthe se tourne vers l'Anjou.
Par ailleurs, la limite entre Bas-Maine et Haut-Maine n'est pas clairement établie. Si à l'époque contemporaine chaque partie est généralement identifiée aux deux départements de la Sarthe et de la Mayenne, au XVIIIe siècle, le Bas-Maine était perçu dans une acception plus large, s'étendant pratiquement jusqu'aux rives de la rivière Sarthe et englobant la Champagne mancelle, aujourd'hui entièrement incluse dans le département de la Sarthe. Selon cette définition, le Haut-Maine ne se cantonne qu'à la moitié de la Sarthe.
Lors de la création des départements en 1790, les autorités se sont appuyées sur la préexistence des deux régions pour séparer le Maine en deux départements. Néanmoins, la rivalité tenace entre le Haut et le Bas-Maine ainsi que le flou géographique entre les deux expliquent que la limite entre les deux départements fut l'une des plus difficiles à tracer dans l'Ouest de la France.
D'une façon plus générale, le Haut-Maine correspond à la partie du Maine qui s'étend sur le bassin parisien et offre des paysages plus ouverts, tandis que le Bas-Maine se trouve sur le massif armoricain, et présente des paysages de bocage et de vallons. Le Haut-Maine présente des paysages typiques des sous-sols sédimentaires : plaines de la Champagne et du Saosnois parfois entrecoupées de vallées fluviales et de cuestas, plateaux du Maine blanc et du Calaisien. Le grès est omniprésent dans les constructions anciennes.
La dénomination Bas et Haut est tardive, vraisemblablement à partir du XVIe siècle. Le Bas étant la partie économique et agricole pauvre de cette province du Maine, le Haut  la partie riche selon René Musset. Une telle distinction entre une partie « haute » et « basse » se retrouve dans de nombreuses autres provinces françaises, telles la Bretagne, la Normandie, l'Anjou ou encore l'Auvergne et le Poitou.
Le Haut-Maine est traditionnellement divisé en Maine blanc (soit les régions calcaires du sud et de l'est), en Maine roux (le centre aux constructions en grès roussard et sables jaunes) et Maine noir (l'ouest où l'on trouve les schistes armoricains). On y trouve également au nord le Saosnois, tandis que les plaines de la Champagne mancelle séparent le Maine roux du Maine noir. Le nord-est, très proche des paysages percherons, est connu comme le Perche sarthois, tandis qu'au sud, la vallée du Loir évoque le Val de Loire.